# Camilla Vest
Camilla Vest Nielsen er en dansk fotomodel. Hun pådrog sig opmærksomhed i forbindelse med en skattesag, der førte til en mere generel debat om de danske skattemyndigheders metoder.
Vest har været forsidemodel på blandt andet Eurowoman, franske Photo, tyske og svenske Elle, og som fotomodel i Euroman.
Hun er tilknyttet flere modelbureauer, blandt andet Elite Model Management Copenhagen
og Munich Models.

## Skattesag
Vests skattesag havde baggrund i de komplicerede forhold omkring international beskatning.
Vest var gift med Peder Nielsen der var chef i Mærsk-koncernen, og parret flyttede i 1995 til USA. Peder Nielsen flyttede tilbage til Danmark i 2000, hvor han købte en lejlighed.
I følge hendes egne oplysninger fortsatte Vest med at bo i USA, og hun flyttede først hjem i 2004. 
Hun solgte sin amerikanske lejlighed i efteråret 2001, men fortsatte med at bo i en lejelejlighed.
Til de amerikanske myndigheder oplyste hun at hun ikke længere boede i USA og at hun var bosiddende i Danmark.
I 2006 flyttede familien tilbage til USA.
På baggrund af oplysninger fra PBS om brug af Vests kreditkort fandt den danske skattemyndighed, SKAT, at flere millioner kroner var brugt i Danmark på et tidspunkt hvor hun havde oplyst at hun boede i USA.
Dette fik SKAT til at mene at hun reelt boede i Danmark, og sagen førte til en tiltale mod Vest og hendes mand for skattesvig for at have undraget sig skat i 2001 til 2004. Hendes mand blev inddraget da han havde hjulpet med at oprette selskaber i udlandet til Vests store formue.
Landsskatteretten afgjorde den 6. december 2010 at Vest var skattepligtig, 
og den 25. november 2011 idømte Retten i Helsingør Vest og hendes mand ubetingede fængselsstraffe på hver et år og ni måneder samt en bøde på 6,6 millioner kroner. Retten påpegede at hun ikke havde betalt skat i USA og at hun "ikke blot havde bopæl til rådighed, men tillige udførte arbejde her".
Vest havde arbejdet blot 3 dage i 2001 i Danmark, 2 dage i 2002 og 2 "småting" i 2003.
Samtidig med Vests skattesag kørte også politikerparret Helle Thorning-Schmidt og Stephen Kinnocks  skattesag, der sidenhen har ført til Skattesagskommissionen. 
Vest- og Kinnock-sagerne havde flere ligheder.
I Kinnock-sagen afgjorde SKAT at Kinnocks arbejde i Danmark var så sporadisk at det ikke udløste skattepligt.
Da Vest og Peder Nielsens sag blev anket til Østre Landsret frikendte denne ret de to den 5. november 2012 netop med henvisning til afgørelsen i Thorning-Schmidt-Kinnock sagen. 
Afgørelse var unik da retten ikke før havde omgjort en skatteafgørelse i en straffesag.
Endvidere omstødte Landsskatteretten sin egen afgørelse den 19. februar 2013. Dette var igen helt unikt.
SKAT's behandling af sagen førte i 2013 til en forespørgsel i Folketinget til skatteminister Holger K. Nielsen.
En af spørgerne, Claus Hjort Frederiksen, mente fra Folketingets talerstol at Camilla Vest-sagen kaldte på ordet justitsmord.
Frifindelse af Vest førte også til at SKAT i 2013 genåbnede op mod 100 sager for skattedømte udlandsdanskere.
Konkret foreslog SKAT i et høringsforslag at tilflyttere skulle kunne arbejde ti dage om året med enkeltstående opgaver af sporadisk karakter i Danmark uden at blive skattepligtige.